# Aferer Geisler
Die Aferer Geisler oder Aferer Geiseln sind eine kleine Gebirgsgruppe in den Südtiroler Dolomiten (Italien).

## Lage und Umgebung
Die Aferer Geisler sind der westliche Teil der Peitlerkofelgruppe in den Dolomiten. Im Süden werden sie durch das Villnößtal, im Norden durch das Aferer Tal und das Lüsner Tal begrenzt, im Osten enden sie an der Peitlerscharte, die sie vom Peitlerkofel trennt.
Die Aferer Geisler liegen hauptsächlich auf dem Gebiet der Südtiroler Gemeinde Villnöß, lediglich östliche Teile etwas oberhalb der Peitlerscharte gehören zu St. Martin in Thurn. Die höchstgelegenen Gebiete des Gebirgszugs sind im Naturpark Puez-Geisler unter Schutz gestellt. Diese werden durch den Günther-Messner-Steig erschlossen.

## Gliederung
Die Aferer Geisler sind ein relativ kurzer, schroffer und stark gegliederter Dolomit-Bergzug, der allerdings nach Westen lange bewaldete Ausläufer ins Eisacktal hinabsendet. Die bedeutendsten Gipfel der Aferer Geisler sind von Ost nach West: Ringspitze (2625 m s.l.m.), Wälscher Ring (2607 m s.l.m.), Tullen (2652 m s.l.m.) und Weißlahngrat (2494 m s.l.m.).

## Name
Der Name Aferer Geisler oder Geiseln ist eine moderne Prägung alpinistischer Kreise aus der Zeit um 1900. Er ist angelehnt an die auf der Südseite des Villnößtals gegenüberliegenden Geislerspitzen. In der lokalen Bevölkerung waren Teile der Gruppe zuvor als Rueffen/Ruefen oder schlicht Kofel bekannt.